# Боброво (присілок, Приморський район)
Боброво (рос. Боброво) — присілок в Приморському районі Архангельської області Російської Федерації.
Населення становить 25 осіб. Входить до складу муніципального утворення Боброво-Лявленське поселення.

## Історія
Від 2004 року входить до складу муніципального утворення Боброво-Лявленське поселення.

## Населення
| 2002 | 2009 | 2010 | 2012 |
| ---- | ---- | ---- | ---- |
| 85   | ↘30  | ↘29  | ↘25  |